# Musée de la Méditerranée

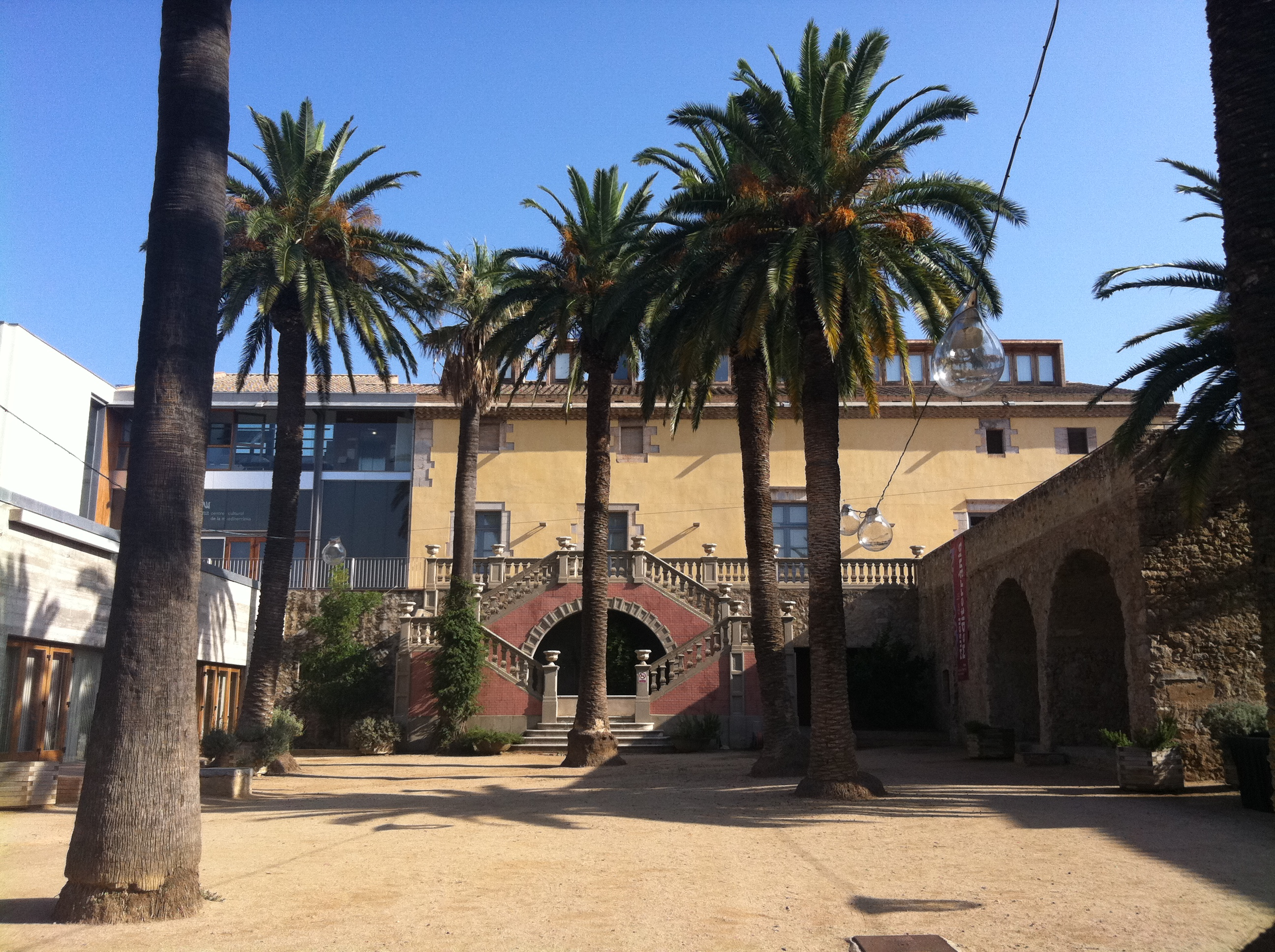
Entrée du Musée de la Méditerranée

Le Musée de la Méditerranée est un musée situé dans le bâtiment de Can Quintana ({XeV-XVIe siècles) à Torroella de Montgrí (Catalogne). 

## Le musée
Le Musée de la Méditerranée de Torroella de Montgrí a été inauguré en 2003. Il se veut être un espace de connaissances, de réflexion et de recherche au service des préoccupations et des problématiques qui affectent les citoyens du XXIe siècle[réf. nécessaire].

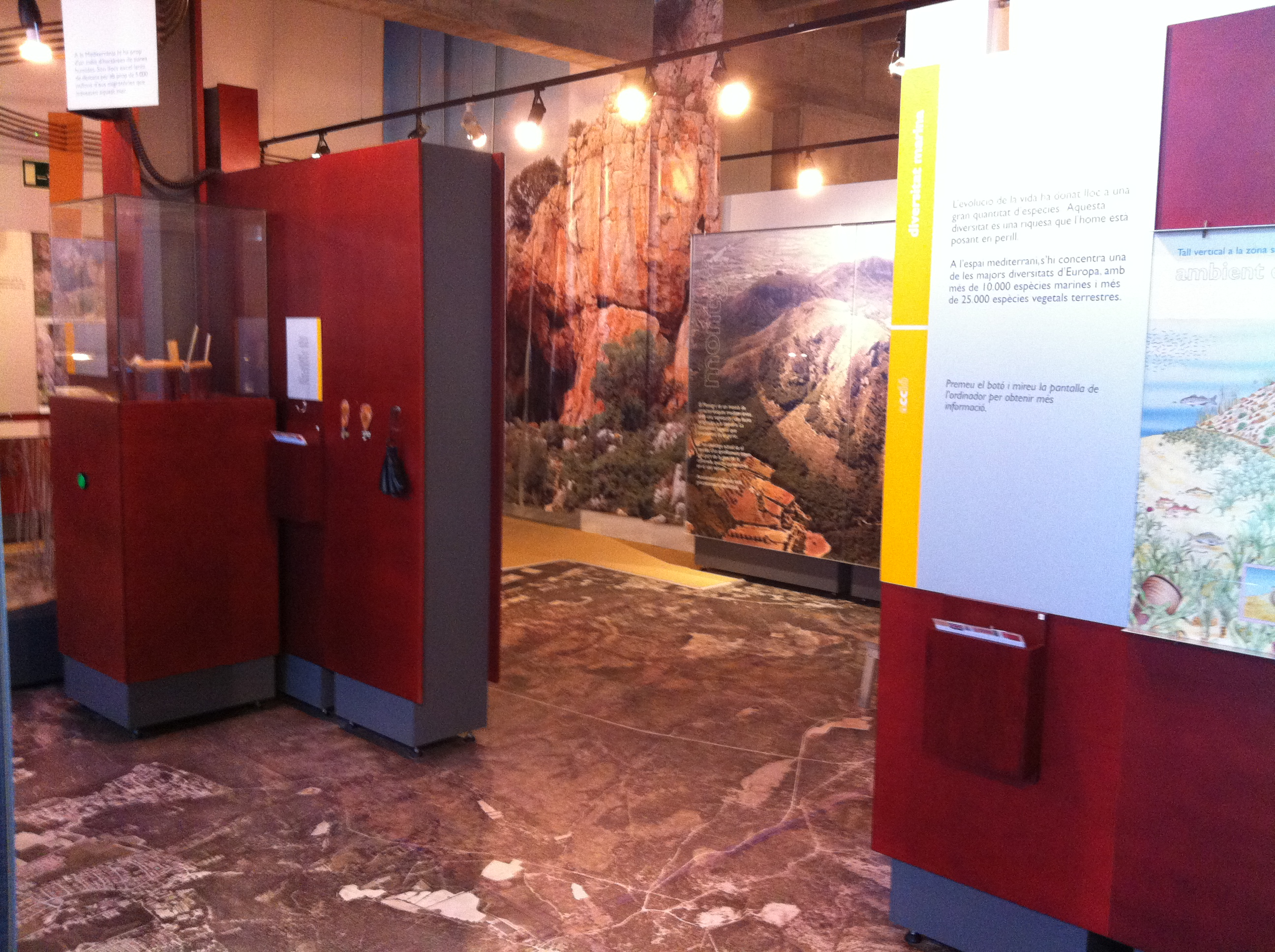
Le territoire et l'histoire
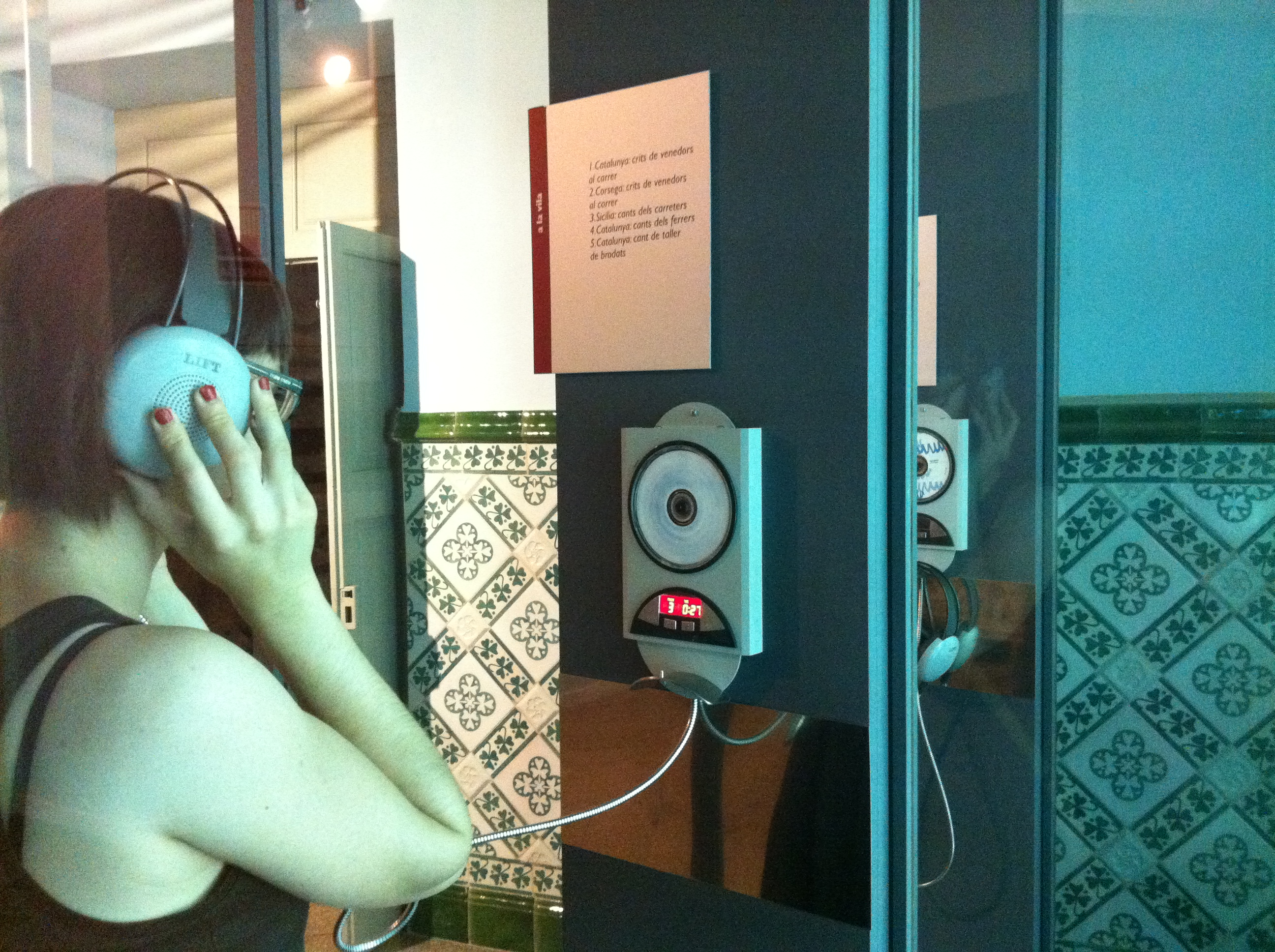
La musique
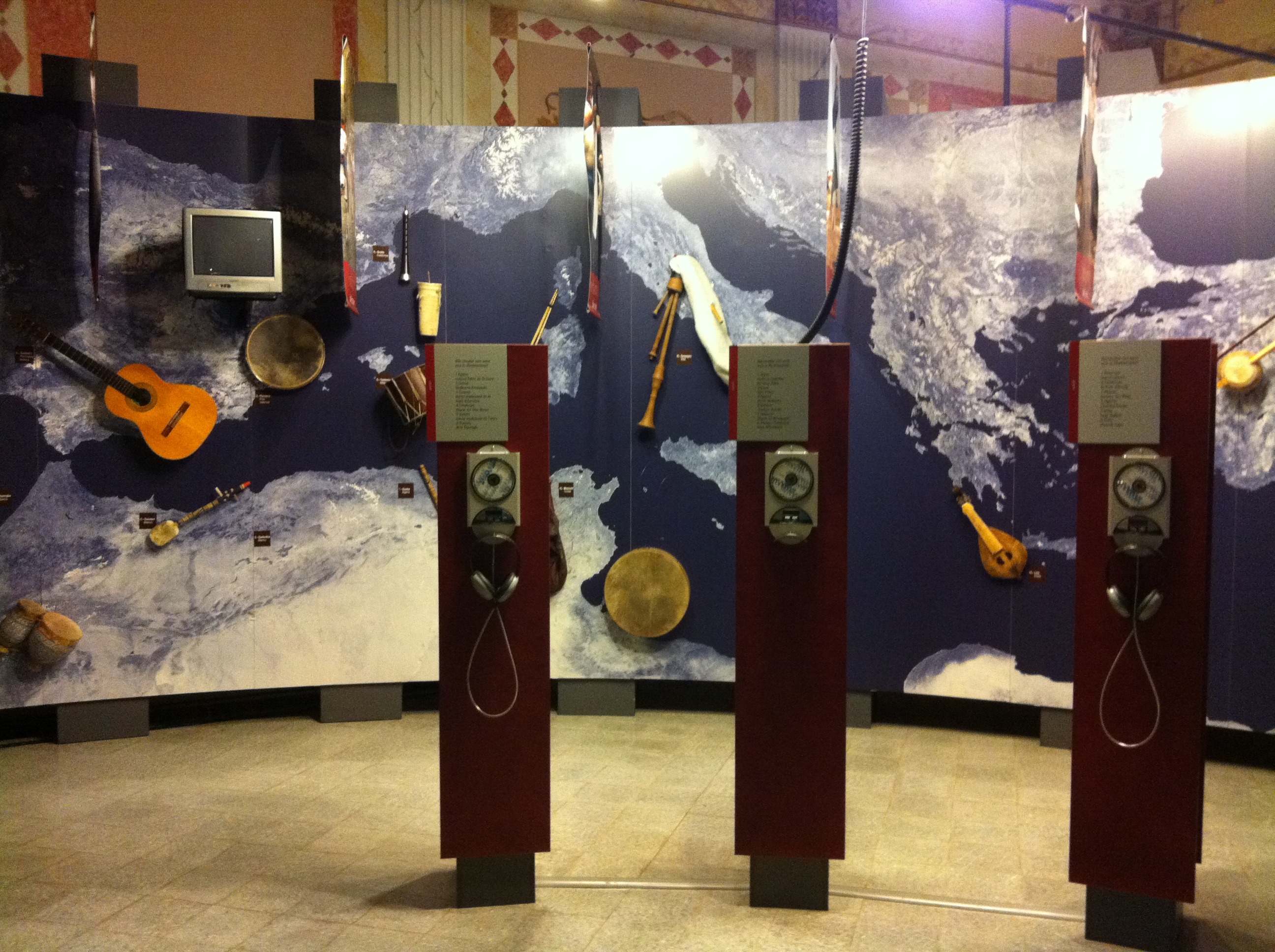
Une mer de tous
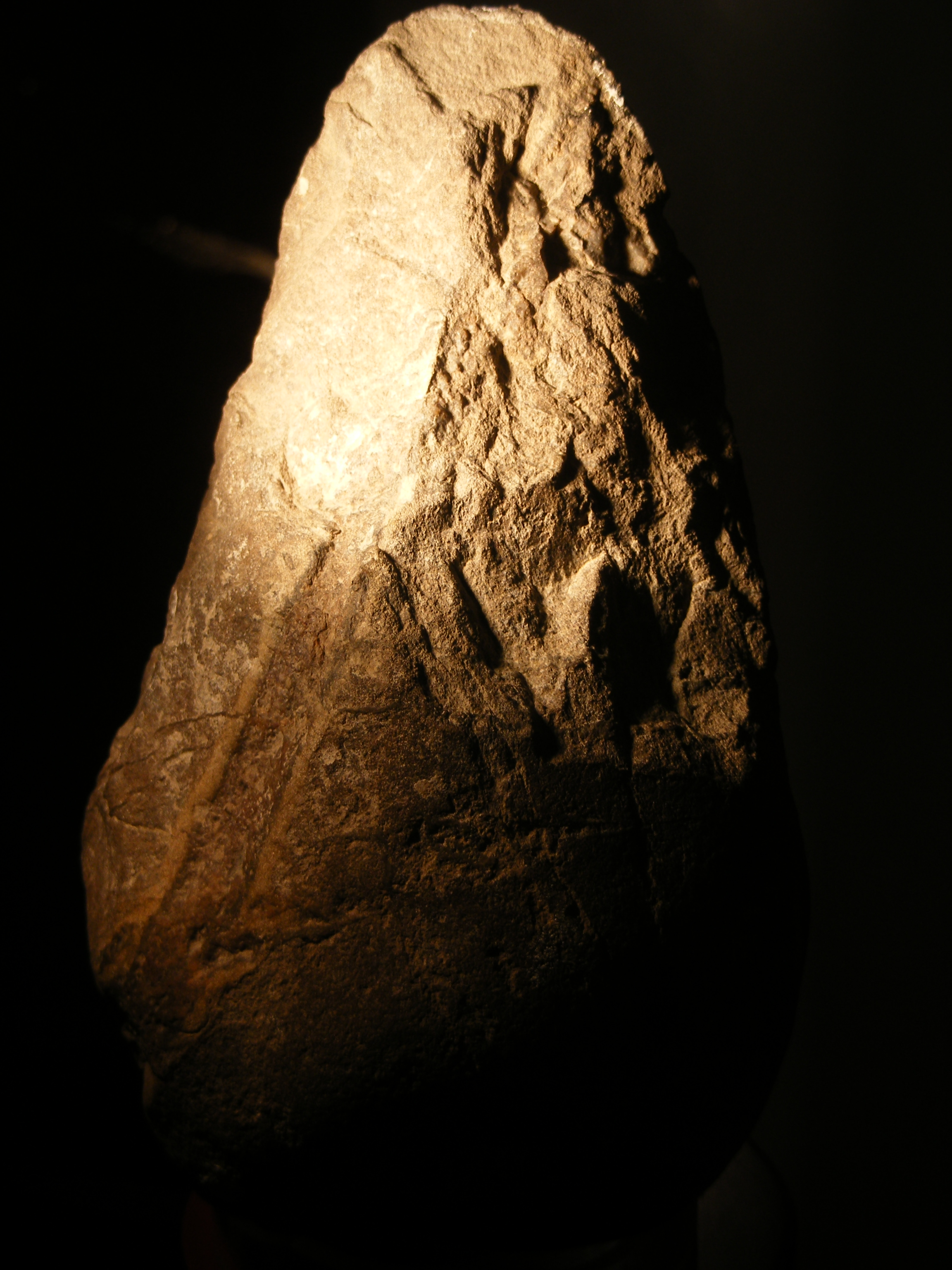
Pic de Montgrí